# Slot Sorgenfri

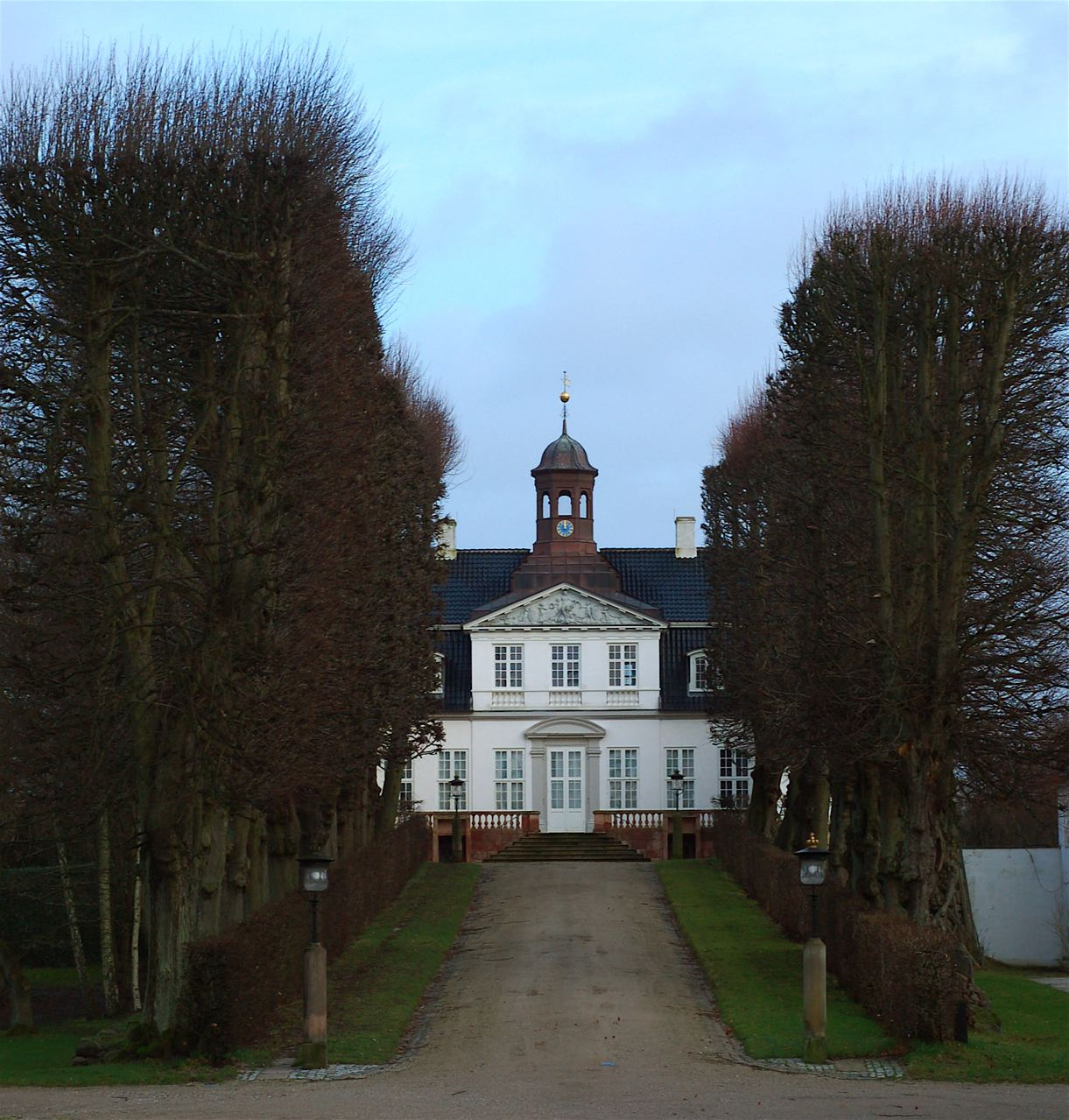
Slot Sorgenfri

Slot Sorgenfri (letterlijk: zorgenvrij) is een residentie van het Deense koningshuis. Het slot ligt in Kongens Lyngby in de gemeente Lyngby-Taarbæk. Het slot werd in 1706 gebouwd voor de Deense graaf Carl Ahlefeldt. Na 1730 kwam het in bezit van de koninklijke familie. Kroonprins Frederik, de latere Frederik V liet het slot grondig verbouwen door Lauritz de Thurah. Het huis werd lange tijd bewoond door Christiaans tante Sophia Carolina van Brandenburg-Bayreuth, die in 1734 weduwe was geworden van George Albrecht van Oost-Friesland. Zij liet het slot in 1756 door Thurah vervangen door een geheel nieuw gebouw. De neo-klassieke gevel werd tussen 1791 en 1794 aangebracht in opdracht van prins Frederik, een broer van koning Christiaan VII.
Sorgenfri was het zomerverblijf van koning Christiaan X en diens vrouw koningin Alexandrine. Hun beide kinderen, Frederik en Knoet werden op Sorgenfri geboren.
Knoet en zijn vrouw Caroline Mathilde bewoonden het slot permanent. Tot zijn dood in 2013 werd  het slot bewoond door hun zoon Christiaan, graaf van Rosenborg. Het slot is niet te bezichtigen. De tuinen – aangelegd in Engelse landschapsstijl – zijn dat wel.